# 新庄子镇 (迁西县)
新庄子镇，是中华人民共和国河北省唐山市迁西县下辖的一个乡镇级行政单位。

## 行政区划
新庄子镇下辖以下地区：
常甸村、新庄子村、下庞店村、上庞店村、临河村、米城庄村、大峪村、龙塘村、田家峪村、牵马岭村、杨家峪村和向阳村。